# Salli Richardson-Whitfield
Salli Elise Richardson-Whitfield est une actrice américaine née le 23 novembre 1967 à Chicago, dans l'Illinois (États-Unis).

## Biographie
Elle a grandi à Chicago où elle a commencé sa carrière d’actrice au théâtre Kuumba Workshop.
Sa mère est une afro-américaine, elle s’appelle Marcia Harris et son père, Duel Richardson est un américano/italiano/irlandais. Il est directeur chargé entre autres, à l’éducation et aux relations, à l’université de Chicago.
En 2006, elle joue dans la série (diffusée sur la chaîne Sci-Fi Channel du câble américain) Eureka. Elle y interprète le rôle d'Allison Blake, une femme travaillant pour le ministère de la défense.

## Vie privée
Au cours des années 90, Salli a fréquenté le rappeur Snoop Dogg ainsi que le rappeur disparu Tupac Shakur.
À partir de l'année 2000, elle est en relation amoureuse avec l’acteur Matthew McConaughey. Le 8 septembre 2002, elle a épousé l'acteur américain Dondré Whitfield (en). Ils accueillent leur première fille, Parker Richardson Whitfield, au cours du mois de septembre 2003. Le 24 janvier 2009, le couple accueille leur second enfant, un garçon qu'ils nomment Dre Terrell Whitfield.

## Filmographie

### Cinéma
- 1993 : La Revanche de Jesse Lee : Lana
- 1994 : Sioux city : Jolene Buckley
- 1996 : La Couleur de l'arnaque : Bambi
- 2003 : Antwone Fisher : Berta Davenport
- 2003 : Biker boyz : Half & Half
- 2004 : Anacondas 2 : À la poursuite de l'orchidée de sang : Gail Stern
- 2007 : Je Suis une Légende : Zoe Neville
- 2009 : Black Dynamite : Gloria
- 2010 : Pastor Brown : Jessica 'Jesse' Brown
- 2010 : I Will Follow : Maye
- 2011 : We the Party de Mario Van Peebles : Principal Reynolds

### Séries télévisées
- 1993 : Star Trek: Deep Space Nine  : Fenna / Nidell
- 1994 : New York Undercover : Tammy Barrett
- 1997 : Le Caméléon : Cynthia Sloan
- 1997 : Stargate SG-1 : Drey'auc
- 1999 - 2001 : Associées pour la loi : Viveca Foster
- 2002 : Les Experts : Miami : Laura
- 2003 : Line of Fire : Erica Logan
- 2004 : Dr House : Sharon
- 2004 : New York Police Blues : Bobbi Kingston
- 2005 : Missing : Disparus sans laisser de trace : Kelly
- 2006 : Bones : Kim Kurland
- 2009 : Esprits criminels (saison 5, épisode 4 et 6) :  Tamara Barnes
- 2006 - 2012 : Eureka : Allison Blake
- 2011 : The Finder : Athena Brookes
- 2012 : The Newsroom : Jane Barrow
- 2013 - 2015 : NCIS : Enquêtes spéciales : Maître Carrie Clark (3 épisodes)
- 2014 : Castle : Elizabeth Weston
- 2015 : Rosewood - (saison 1 - épisode 21 : Convoitise) : Aubrey Joseph
- 2015 - 2017 : Stitchers : Maggie Baptiste
- 2018 : Black Lightning : Madame Montez